# Justice cognitive
La Justice cognitive est un concept de l'anthropologue indien Shiv Visvanathan. Elle " reconnaît le droit des différentes formes de savoirs à coexister, et cette pluralité doit aller au-delà de la tolérance ou du libéralisme et prôner une reconnaissance active de la nécessité de la diversité. Elle exige la reconnaissance des savoirs non seulement comme méthodes, mais aussi comme modes de vie. La connaissance est considérée comme ancrée dans une écologie des savoirs où chaque savoir a sa place, sa prétention à une cosmologie, son sens comme forme de vie." 
Shiv Visvanathan introduit ce concept en 2009 à partir d’un "sentiment de malaise face à la domination d’une certaine vision du monde, issue des pays du Nord, sur d’autres formes de savoirs". Ce qui crée un déséquilibre que des militants de la science ouverte appellent des injustices cognitives. Les difficultés auxquelles les universitaires africains et haïtiens sont confrontés pour pratiquer la recherche et la publier font partie de ces injustices cognitives. Ces difficultés diminuent leur capacité de déployer le plein potentiel de leurs talents intellectuels, de leurs savoirs et de leur capacité de recherche scientifique pour les mettre au service du développement local durable de leur communauté. Ces militants de la science ouverte font état d'au moins sept formes d'injustices cognitives.

## Les injustices cognitives
Dans un ouvrage collectif dirigé par Florence Piron, neuf injustices cognitives sont exposées de manière synthétique:
- Précarité infrastructurelle et absence de politique de recherche
- L’accès fermé aux publications scientifiques
- La faible littératie numérique et l'accès réduit au web
- Les savoirs locaux sont exclus ou méprisés
- Le mur entre la science et la société civile
- La langue de la science est coloniale
- Le triomphe de la pédagogie de l'humiliation
- L'aliénation épistémique

## Fondamentaux de la justice cognitive
Voici, selon des chercheurs engagés dans le mouvement de la science ouverte, six grands fondamentaux de la justice cognitive :
- la valorisation des savoirs locaux et la décolonisation épistémologique

- le libre accès numérique aux savoirs scientifiques et non-scientifiques
- la prise en compte des savoirs des femmes, des jeunes et des groupes marginalisés
- l’empowerment des chercheurs et chercheuses du Sud et de leurs savoirs
- la prise en compte des préoccupations locales dans la recherche universitaire
- la critique du positivisme hégémonique et de l’économie du savoir

## Sources
1. ↑  Shiv Visvanathan, « La quête de justice cognitive », dans Justice cognitive, libre accès et savoirs locaux, Éditions science et bien commun, 2016 (lire en ligne)
2. ↑  Thomas Hervé Mboa Nkoudou, « Les injustices cognitives en Afrique subsaharienne : réflexions sur les causes et les moyens de lutte », dans Justice cognitive, libre accès et savoirs locaux, Éditions science et bien commun, 2016 (lire en ligne)
3. ↑  Florence Piron, Thomas Hervé Mboa Nkoudou, Anderson Pierre et Marie Sophie Dibounje Madiba, « Vers des universités africaines et haïtiennes au service du développement local durable : contribution de la science ouverte juste », dans Justice cognitive, libre accès et savoirs locaux, Éditions science et bien commun, 2016 (lire en ligne)
4. ↑  Sous la direction de Florence Piron, Samuel Regulus et Marie Sophie Dibounje Madiba et Piron et Florence et Al, « Justice cognitive, libre accès et savoirs locaux », dans Justice cognitive, libre accès et savoirs locaux, Éditions science et bien commun, 2016 (lire en ligne)
5. ↑  « FAQ : La science ouverte et la justice cognitive » (consulté le 11 octobre 2020)